# Dwukolorowe 1BA
Dwukolorowe 1BA (ang. "Polish 1NT", znane także jako "RAPTOR" - "wRAP around TORonto") to brydżowa konwencja licytacyjna. Została opracowana najprawdopodobniej w Polsce na początku lat osiemdziesiątych (lub jeszcze w latach siedemdziesiątych) XX wieku przez anonimowego autora. Według niektórych źródeł jest to szwedzka konwencja wymyślona przez Magnusa Lindvista, dodatkowo Kanadyjczyk Ron Sutherland opublikował tę konwencję w latach dziewięćdziesiątych pod nazwą "RAPTOR".
Dwukolorowe 1BA hest popularna w Polsce konwencją obronną, po naturalnym otwarciu 1♦ pokazuje rękę w sile mniej, więcej 7-15PH z układem 5♣ i czwórką starszą, a po otwarciu 1♦/♠ pokazuje drugą czwórkę starszą i piątkę w kolorze młodszym.